# Za kim zvono zvoni
„Za kim zvono zvoni” (engl. For Whom the Bell Tolls) je roman američkog književnika Ernesta Hemingveja, napisan 1939. na Kubi a objavljen 1940. Smatra se jednim od poznatijih ostvarenja u Hemingvejovoj karijeri. Žanrovski se određuje kao istorijski i ljubavni roman u kojem se pripoveda o doživljajima američkog profesora španskog jezika Roberta Džordana tokom Španskog građanskog rata, gde učestvuje kao dobrovoljac na strani levičarskih, antifašističkih snaga protiv fašista Fransiska Franka. Hemingvej je roman zasnovao na sopstvenim iskustvima u pomenutom ratu, gde je boravio u ulozi ratnog dopisnika za američke novine.

## Naslov
Hemingvej je naslov „Za kim zvono zvoni” preuzeo iz XVII poglavlja knjige „Meditacije u kriznim trenucima” šesnaestovekovnog engleskog književnika Džona Dona. Početak drugog pasusa XVII meditacije, u kome se razmišlja o značenju pogrebnih zvona i odakle je preuzeta ova rečenica, glasi: Nijedan čovek nije ostrvo, celina za sebe; svaki čovek delić je kontinenta, deo kopna. Kad more otrgne grumen, Evropa postaje manja, baš kao što se sa grebenom dešava, baš kao što se s palatom prijatelja tvog ili tvojom dešava: smrt čoveka svakog kopni i mene, jer i ja u rod ljudski spadam, i stoga mi uopšte dato nije da znam za kim zvono zvoni; zvoni za tobom. Ovaj odlomak preuzet je za epitaf romana.

## Kratak sadržaj
Robert Džordan je američki profesor čija je misija da digne most u vazduh u blizini španske pokrajine Segovije zbog republikanske ofanzive u tom području. Problem je u tome što napad na most mora da bude tačno vremenski izveden u skladu sa ofanzivom. Kroz priču, pratimo Džordana dok se probija noću kroz neprijateljske linije u pratnji Anselma da bi došao do gerilske grupe u planinama Segovije. Tu upoznaje Mariju i zaljubljuje se na prvi pogled, a i ona u njega. Ali, ta rastuća ljubav ga oslabljuje kao vojnika, jer sada ima zbog čega da živi, za razliku od pre, i počinje strahovati za svoju budućnost. Snagom volje uspeva da potisne svoje strahove. Tokom idućih dana, počinje detaljno da planira eksploziju mosta. Sve više dolazi do izražaja sukob Roberta Džordana i Pabla oko mosta i samog vođstva grupe. Pablo zadnje večeri beži sa delom dinamita i tehnikom za aktiviranje eksploziva i skoro upropašćuje celu misiju. Pablo se ipak sutra ujutro vraća s pojačanjem, povećavajući na taj način njihovu šansu za uspeh, ali pošto je žice i kutiju za eksploziv bacio u reku, gerilcima je ostao samo dinamit, koji moraju aktivirati ručnom bombom, na puno teži i opasniji način. Džordan uspeva da uništi most, ali Anselmo i još nekoliko ljudi iz grupe umiru u akciji, a Džordan je ranjen (slomljena mu je noga). Kako zna da ne može bežati u takvom stanju, govori ostalima da odu bez njega. Umesto samoubistva on bira da pomogne ostalima, želeći da uspori fašiste ubistvom njihovog oficira, u čemu i uspeva. Roman se završava u trenutku kad se oficir uspinje uz brdo, a Džordan ga je naciljao.

## Likovi
- Robert Džordan je protagonista romana. Džordan je mladi, američki profesor koji gaji duboku ljubav prema Španiji. Zbog svojih političkih stavova priključuje se republikancima i levičarskom frontu u Španskom građanskom ratu. Iako na početku svesrdno podržava njihovu ideologiju, gubi svoje ideale tokom rata gde je imao priliku da svedoči strašnim zločinima na obe suprotstavljene strane. Na početku je on izgubljeni čovek, bez ikakve nade, želje za životom, svrhe, ali kada upoznaje Mariju, s kojom započinje kratku ali intenzivnu vezu, počinje strahovati za svoju sudbinu. Ali, uspeva se odupreti svojim strahovima i izvršava svoju misiju - rušenje mosta.
- Marija je mlada devojka koja je proživela strahote u rukama fašista (uzastopna silovanja, mučenja i poniženja). Ona je ranjiva, puna straha, krhka, ali kroz vezu s Džordanom uspeva zadobiti samopouzdanje.
- Pablo je vođa gerilske družine u koju dolazi Džordan, uništen čovek, ostareo, pun straha za svoj život, pijanica, ali ipak opasan i ponosan. Nije u potpunosti negativan lik jer njegova hrabrost i autoritet na kraju ipak dolaze do izražaja.
- Pilar je Pablova ljubavnica, vrlo snažna i autoritativna žena. Ubrzo nakon Džordanovog dolaska preuzima kontrolu nad grupom.
- Anselmo je stari gerilski ratnik koji je vrlo odan, moralan i pun saosećanja. On predstavlja lojalističke ideale koje Pablo i Džordan često zanemaruju.
- El Sordo je vođa susedne gerilske grupe, star i polugluv, ali odan i hrabar.
- Rafael, Agustin, Fernando, Eladio, Andres, Primitivo i Hoakin su ostali članovi Pablove gerilske grupe i epizodni junaci u romanu.

## Teme romana
Glavna tema je smrt. Ona povezuje sve likove, jer su svi na neki način iskusili smrt u ratu, bilo da se radi o ubijenim roditeljima (Marija i Hoakin), ubistvima vlastitom rukom (Pablo i Robert) ili strahu za vlastiti život koji većina likova proživljava u određenoj meri. Samoubistvo ili borba do smrti jedine su prihvatljive opcije u slučaju poraza, nema izlaza. Sva ta ubijanja, mučenja, silovanja predstavljaju ratnu realnost koja stvara u čitaocu doživljaj mučnine, tragedije i besmislenosti rata. Rat je takođe jedna od važnih tema, blisko vezana uz smrt. Nema polarizacije dobri-zli. I komunisti i fašisti na kraju čine iste zločine, a i sa obe strane ima dobrih i loših ljudi, o tome Džordan mnogo razmišlja i raspravlja s Anselmom. Tu je i ljubav kao paralelna priča ratnim zbivanjima, o kratkotrajnoj ali intenzivnoj vezi Roberta i Marije. Ali, uprkos svim svojim naporima, Robert i Marija ne mogu se odupreti sudbini - nesrećno se razdvajaju na kraju romana.

## Adaptacije
Godine 1943. snimljen je prema romanu istoimeni film sa Garijem Kuperom i Ingrid Bergman u glavim ulogama. Филм је osvojio Oskara za najbolju sporednu žensku ulogu i Zlatna Globusa za najboljeg sporednog glumca i glumicu.
Hevi metal sastav Metalika je 1984 godine objavio pesmu, koja je inspirisana ovom knjigom.

## Literatura
- Ernest Hemingway: For Whom the Bell Tolls. .
- Дон, Џон (2012). За ким звоно звони: медитације у кризним тренуцима. Превод: Милан Милетић. Службени гласник. ISBN 978-86-519-0938-5.

## Spoljašnje veze
- Za kim zvono zvoni Архивирано на веб-сајту  (29. март 2018) u PDF formatu